# 48-as busz (Debrecen)
A debreceni 48-as jelzésű autóbusz a Nagyállomás és  Pac között közlekedik. Útvonala során érinti Petőfi Sándor Általános Iskolát és a Konzervgyárat.
Jelenlegi menetrendje 2011. július 1-től érvényes.

## Története
1953-ban új járat létesült a Rózsa utca - Piac utca - Petőfi tér - Homokkerti felüljáró - Mikepércsi út - Szabó Kálmán utca - Vécsey utca - Monostorpályi út - József Attila telep, Vámház útvonalon. A járatnak nem volt számozása, egyszerűen „Wolaffka-telepi” járatként nevezték. 1954-ben ismét egy új járat létesült, mely a Rózsa utca - Piac utca - Petőfi tér - Homokkerti felüljáró - Mikepércsi út - Monostorpályi út - Paci iskola útvonalon közlekedett. Ennek a járatnak sem volt számozása. 1955. május 9-én számozták be Debrecen buszjáratait. A Vámházig közlekedő járat 7-es, a Pacig közlekedő járat 8-as  jelzést kapott. 1959. július 7-től a 7-es és a 8-as járat a Kossuth utca-Burgundia utca sarokig közlekedett. 1960. januárjától a Homokkerti felüljáró elégtelen teherbírása miatt az ott közlekedő járatokat más útvonalra terelték. A 7-es és a 8-as busz a Burgundia utca sarok - Battyhány utca - Szent Anna utca - Piac utca - Petőfi tér - Teleki utca - Wesselényi utca - Vágóhíd utca - Galamb utca, majd innen tovább a 7-es a Vécsey utca - Monostorpályi út - Vámház, a 8-as pedig Szabó Kálmán utca - Mikepércsi út - Monostorpályi út - Vámház - Pac útvonalon közlekedett. 1960. augusztus 8-án a 7-es busz megszűnik. 1960. második felében a 8-as busz belső végállomása a Külsővásártéri MÁVAUT állomásra kerül át. 1963-ben indul el a 13-as busz, mely a 8-as busz útvonalán a MÁVAUT pályaudvar és a Vámház között közlekedett. 1963-ban a 8-as busz belső végállomását a Kossuth utca elejére helyezték. A 60-as évek elejétől a 8-as busz a MÁVAUT állomás - Széchenyi utca - Piac utca - Szent Anna utca - Attila tér - Budai Ézsaiás utca - Szabó Kálmán utca - Mikepércsi út - Monostorpályi út - Vámház - Pac útvonalon közlekedett. 1967-ben a 8-as és a 13-as buszok végállomása a Béke útjára kerül. 1968. március 18-tól a 13-as busz a Monostorpályi út - Mikepércsi út - Szabó Kálmán utca - Galamb utca - Vágóhíd utca - Wesselényi utca - Teleki utca - Petőfi tér - Piac utca - Béke útja (Szent Anna utca) útvonalon közlekedett. 1969-ben a 13-as busz megszűnik, helyette pedig új járatok indulnak 8A, illetve 8B jelzéssel. A járatok nem voltak hosszú életűek, 1970-ben meg is szűntek. 1971. június 1-én elindult a 8Y autóbusz, mely a Béke útja - Attila tér - Vágóhíd utca - Galamb utca - Szabó Kálmán utca - Mikepércsi út - Konzervgyár útvonalon közlekedett. A 70-as évek első felében a 8-as és a 8Y busz végállomása a Centrum Áruházhoz került át. 1973. november 5-én átadták az új Homokkerti felüljárót, így a 8-as és a 8Y busz útvonala visszakerült a felüljáróra. Az 1974-ben induló 8A busz is a Centrum Áruháztól indult a Konzervgyár felé a Centrum Áruház - Piac utca - Kossuth utca - Faraktár utca - Hajnal utca - Wesselényi utca - Homokkerti felüljáró - Szabó Kálmán utca - Vécsey utca - Monostorpályi út - Konzervgyár útvonalon. 1979. február 24-én a 8A busz megszűnt, a 8-as busz a Nagyállomás - Homokkerti felüljáró - Szabó Kálmán utca - Vécsey utca - Monostorpályi út - Pac, a 8Y busz pedig a Nagyállomás - Homokkerti felüljáró - Mikepércsi út - Monostorpályi út - Konzervgyár útvonalon közlekedett. 1993. szeptember 1-től a 8Y busz a Nagyállomás - Homokkerti felüljáró - Szabó Kálmán utca - Vécsey utca - Monostorpályi út - Cseresznye utca - Széna tér útvonalon közlekedett, viszont 1994-ben visszakerült a Monostorpályi útra. 1997. április 1-én a 8Y kivált a 8-as járatcsaládból és 18-as jelzéssel önálló járattá vált. 2009. július 1-én a 8-as busz jelzése 48-ra változott.

## Járművek
A viszonylaton Alfa Cívis 18 csuklós buszok közlekednek.

## Megállóhelyei
| 0  | Nagyállomás végállomás         | 14 | 1, 2 5, 5A 10, 10A, 10Y, 14, 16, 18, 18Y, 21, 30, 30A, 30I, 30N, 37, 39, 42, 42A, 43, 44, 46, 46E, 46H, 47, 47Y, 49, 49Y, 146, A1, Airport1 Helyközi buszok S506 sebesvonat, gyorsvonat, IC, EC, expresszvonat |
| 2  | Petőfi Sándor Általános Iskola | 12 | 30I |
| 3  | Madách tér                     | 11 | 30I |
| 4  | Hegyi Mihályné utca            | ∫  | |
| 5  | Vécsey utca                    | 9  | |
| 6  | Kopja utca                     | 8  | |
| 8  | Kabar utca                     | 7  | 18Y |
| 9  | Konzervgyár                    | 5  | 15, 18Y |
| 10 | Pohl Ferenc utca               | 4  | 15, 18, 18Y |
| 11 | Málna utca                     | 3  | 15, 18, 18Y |
| 12 | Ribizli utca                   | 2  | 15, 18, 18Y |
| 13 | Cseresznye utca                | 1  | 15, 18, 18Y |
| 14 | Pac végállomás                 | 0  | |

## Járatsűrűség
Az első járat 4:25, az utolsó járat 23:05-kor indul.
Tanítási időszakban, tanszünetben és hétvégén minden órában indul járat. Tanítási időszakban 7 órakor 4 járat, a többi órában 3 járatot indítanak, kivéve 4,20 és 21 órakor 2 járatot indítanak. Tanszünetben 6,7,13,14,15,16,22 órakor 3 járatot indítanak, a többi órában 2 járatot indítanak. Hétvégén minden órában 2 járat indul, kivéve 4 órakor csak 1 járat indul.
Pontos indulási idők itt.